# Hermann Hasselmann
Hermann Hasselmann (* unbekannt; † 3. Februar 1920 bei Kleinkühnau) war ein deutscher Pilot und Flugpionier.

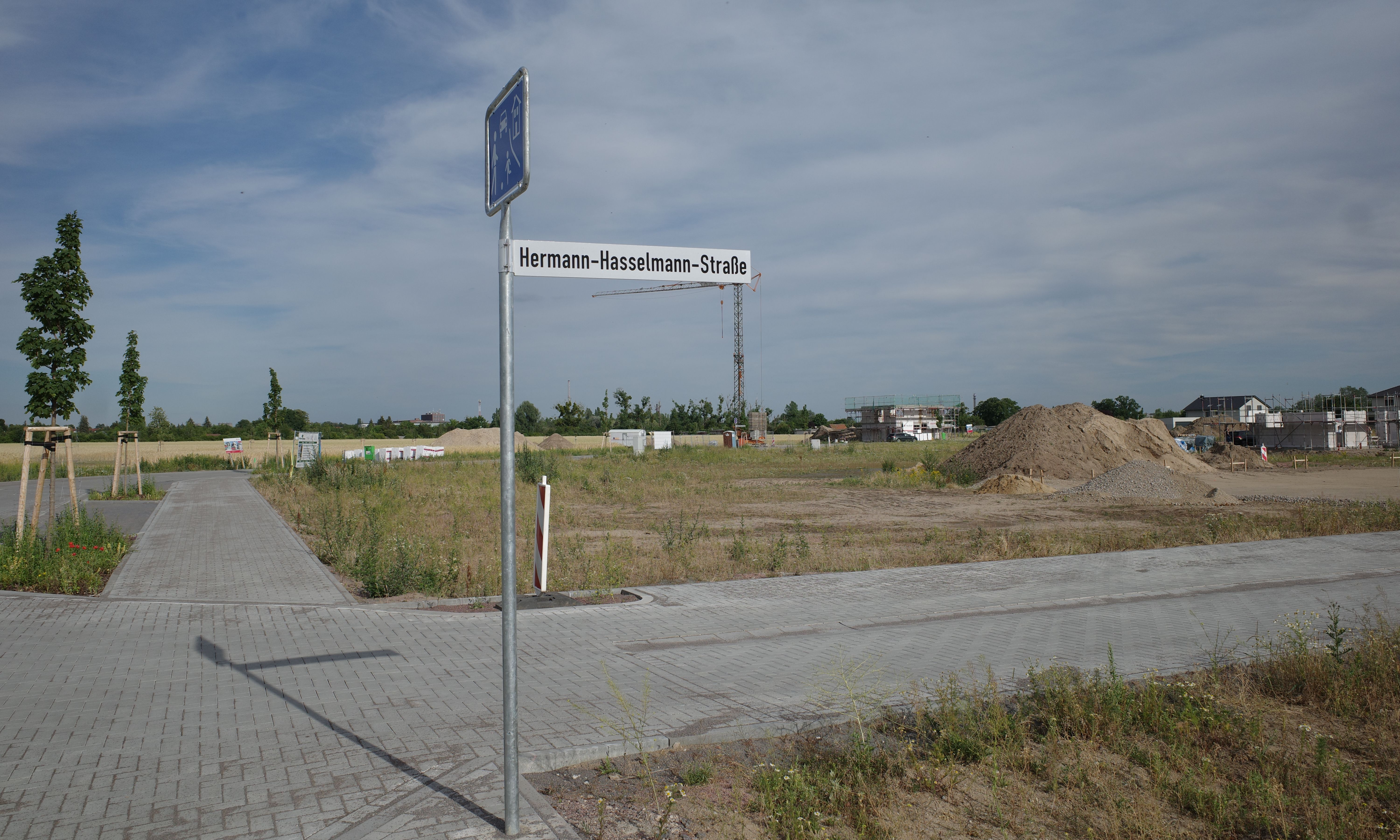
Hermann-Hasselmann-Straße in Dessau

Hasselmann war bis zum 20. Januar 1920 bei der Artillerie-Fliegerstaffel 116 in Paderborn tätig. Am 1. Februar 1920 trat er eine neue Stelle als Pilot beim Flugzeugbauer Junkers & Co. an. Bereits am 3. Februar 1920 stürzte er mit einer Junkers F 13 in der Nähe von Kleinkühnau ab. Hasselmann überlebte das Unglück nicht.
Die Stadt Magdeburg hatte zeitweise ihm zu Ehren eine Straße (Hasselmannstraße) benannt. In Dessau wurde eine neue Straße Hermann-Hasselmann-Straße benannt.